# Strandroggen (Gattung)
Strandroggen (Leymus) ist eine Pflanzengattung in der Familie der Süßgräser (Poaceae).

## Beschreibung

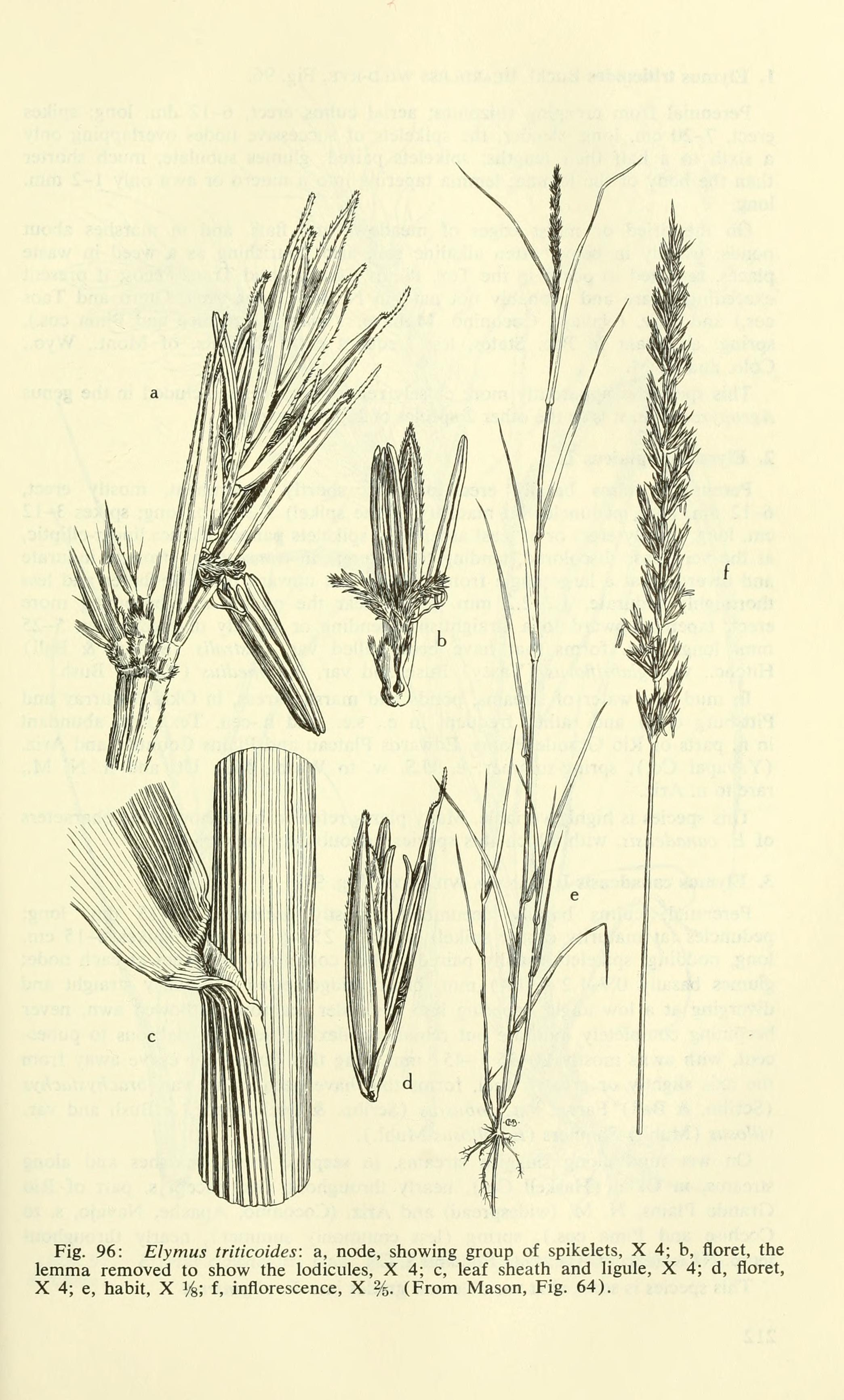
Illustration aus Aquatic and Wetland Plants of southwestern United States, 1972 von Leymus triticoides

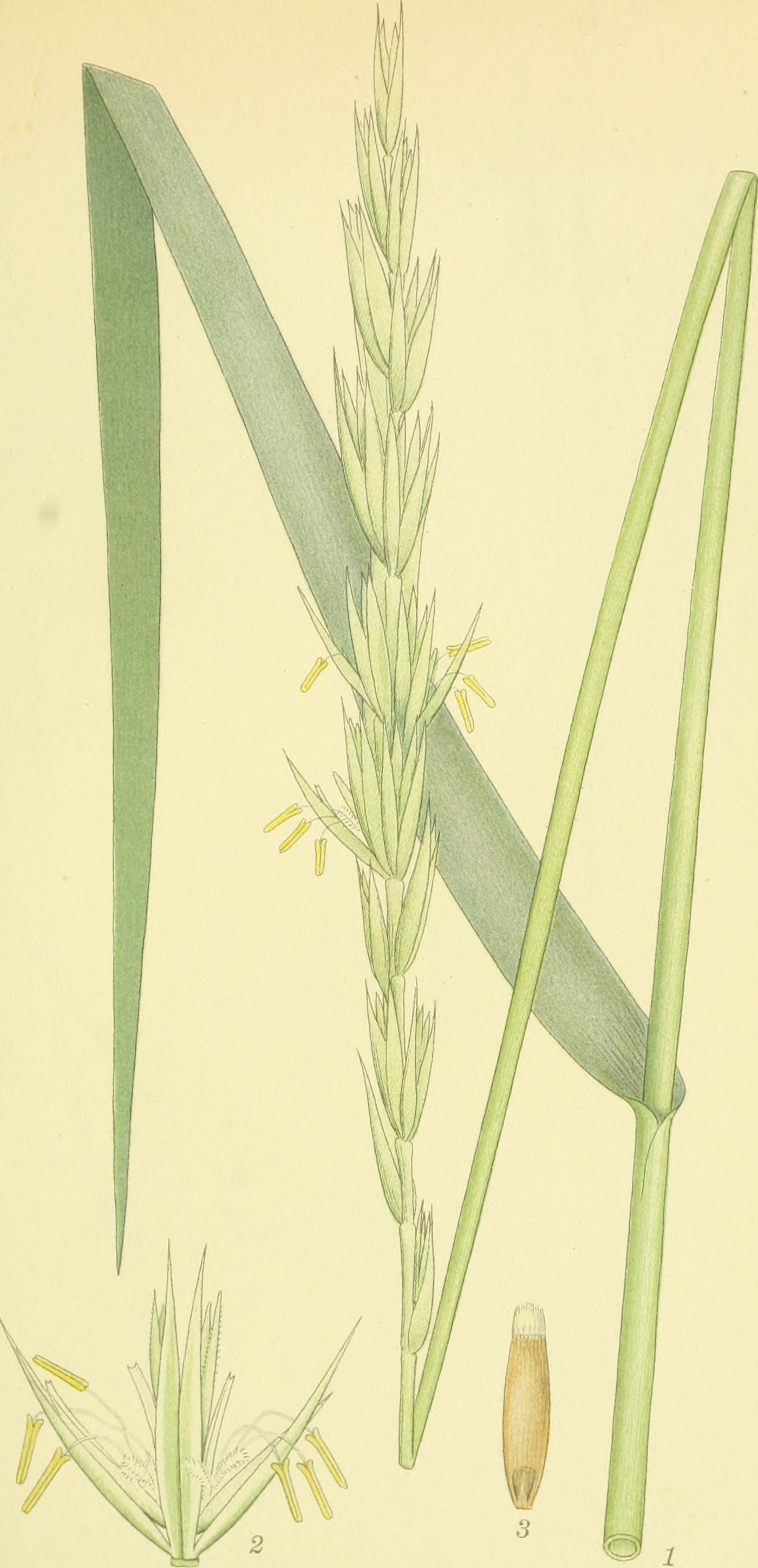
Illustration aus Billeder af nordens Flora, 1917 des Strandroggen (Leymus arenarius)

### Vegetative Merkmale
Leymus-Arten sind ausdauernde krautige Pflanzen. Sie bilden meist Rhizome. Die Horste sind meist selbstständig aufrecht.
Die Erneuerungstriebe wachsen meist außerhalb der untersten Blattscheiden hoch, seltener auch innerhalb. Die Blattscheiden sind am Grund offen, glatt und kahl. Das Blatthäutchen ist ein kurzer, häutiger Saum. Die Blattspreiten sind flach oder eingerollt, in der Knospenlage sind sie gerollt. Die Laubblätter sind blaugrün oder blaugrau, rau, an der Unterseite kahl, an der Oberseite an den Nerven selten behaart.

### Generative Merkmale
Der ährige Blütenstand steht einzeln an der Spitze des Halms und ist stets dicker als der Halm, er bildet ein Gipfelährchen. Die Ährenachse zerfällt zur Reife nicht. Die Ährchen sind fast sitzend und stehen zu einzeln bis zu viert (selten bis 7) nebeneinander an Absätzen der Ährenachse; innerhalb der Hüllspelzen sind sie gestielt. Die 10 bis 32 Millimeter langen Ährchen besitzen drei bis fünf (selten sieben) Blüten, wobei die oberste meistens männlich, die übrigen zwittrig sind. Die Ährchen sind seitlich zusammengedrückt. Die Blüten fallen zur Fruchtreife einzeln aus den Hüllspelzen heraus, die stehenbleiben. Die Hüllspelzen sind ein- bis fünfnervig, von schmal-lanzettlicher bis linear-pfriemlicher Gestalt, kahl oder behaart, ohne oder mit kurzen Grannen. Die Deckspelzen sind fünf- bis siebennervig, von lanzettlicher Gestalt und haben keine oder eine kurze Granne. Die Vorspelzen sind zweinervig und fast gleich lang wie die Deckspelzen. Es gibt drei Staubblätter. Der Fruchtknoten ist oben behaart.
Die Karyopsen sind an der Spitze kurz behaart sowie mit der Deck- und Vorspelze verwachsen. Der Embryo ist elliptisch, der Nabel ist strichförmig.
Die Chromosomengrundzahl beträgt x = 14, innerhalb der Gattung gibt es eine Ploidiereihe bis zu oktoploiden Arten (etwa Leymus arenarius).

## Systematik und Verbreitung
Die Gattung Leymus wurde 1848 Christian Ferdinand Hochstetter in Flora, Band 31, Seite 118 aufgestellt. Der Gattungsname Leymus wurde vom Erstbeschreiber, Christian Ferdinand Hochstetter, als Anagramm zur Gattung Elymus gebildet, aus der Leymus ausgegliedert wurde. Synonyme für Leymus Hochst. sind: Aneurolepidium Nevski, Malacurus Nevski, Eremium Seberg & Linde-Laursen, Macrohystrix (Tzvelev) Tzvelev & Prob., Microhystrix (Tzvelev) Tzvelev & Prob.
Die Gattung Leymus gehört zur Tribus Triticeae in der Unterfamilie Pooideae innerhalb der Familie Poaceae. Die Gattung Leymus ist eng mit Psathyrostachys verwandt. Die beiden Gattungen haben die gleichen Vorfahren, oder Leymus ist aus Psathyrostachys hervorgegangen. Einige Arten der beiden Gattungen sind einander näher als den anderen Arten ihrer eigenen Gattung. Die Frage, ob Leymus durch Autopolyploidie aus Psathyrostachys hervorgegangen ist, oder ob sie eine allopolyploide Sippe ist, ist ungeklärt.
Die Gattung Leymus ist weltweit mit Ausnahme Afrikas verbreitet. Die Leymus-Arten kommen hauptsächlich in den gemäßigten Gebieten der Nordhalbkugel vor. In China gibt es etwa 24 Arten; 11 davon nur dort.

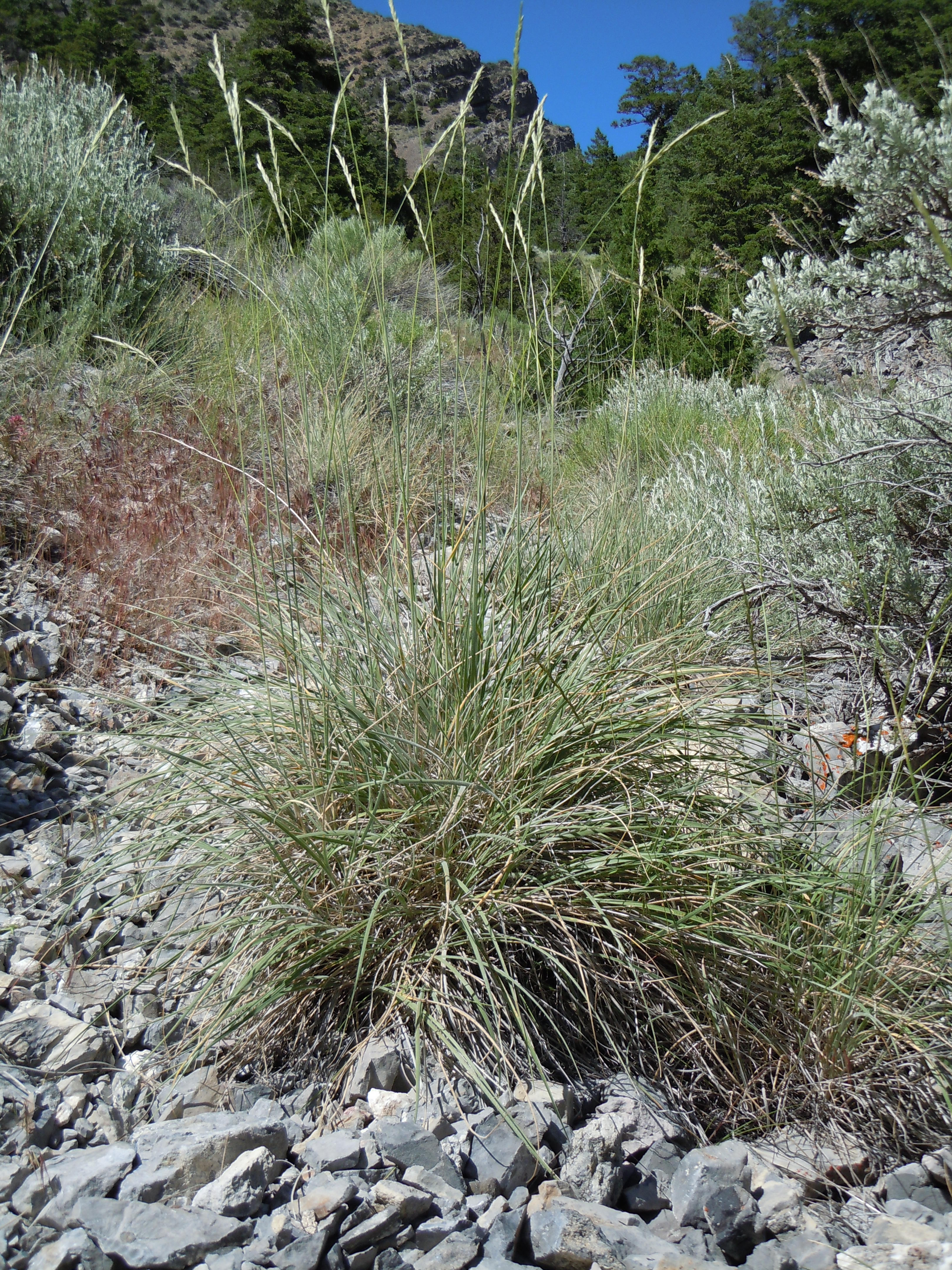
Habitus von Leymus ambiguus

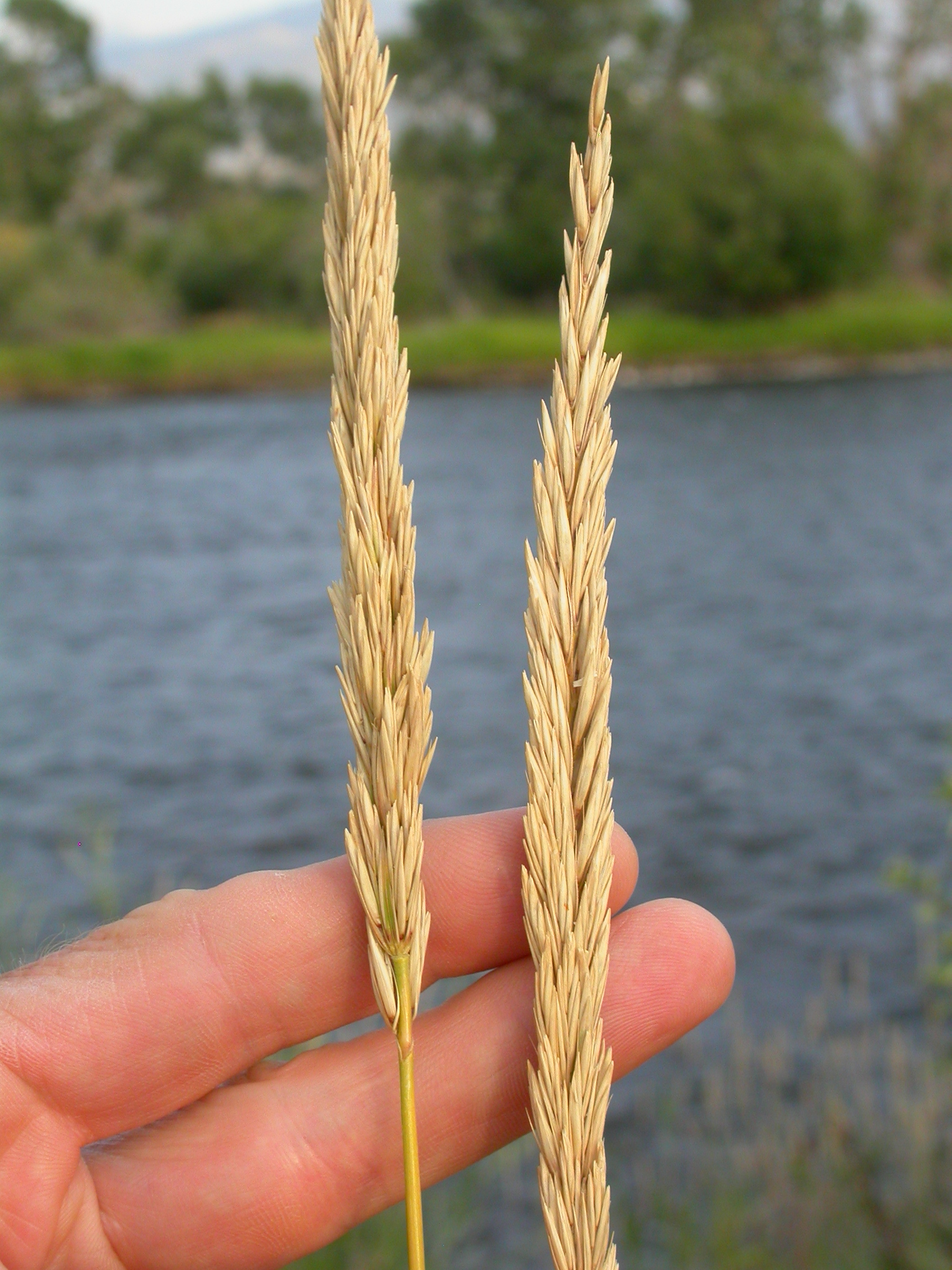
Leymus cinereus

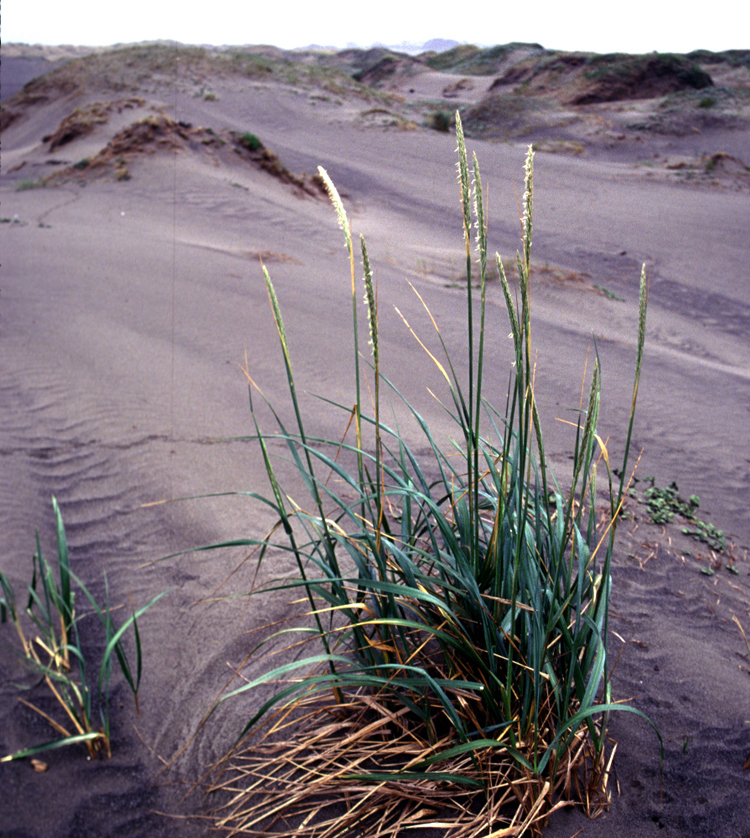
Habitus von Leymus mollis

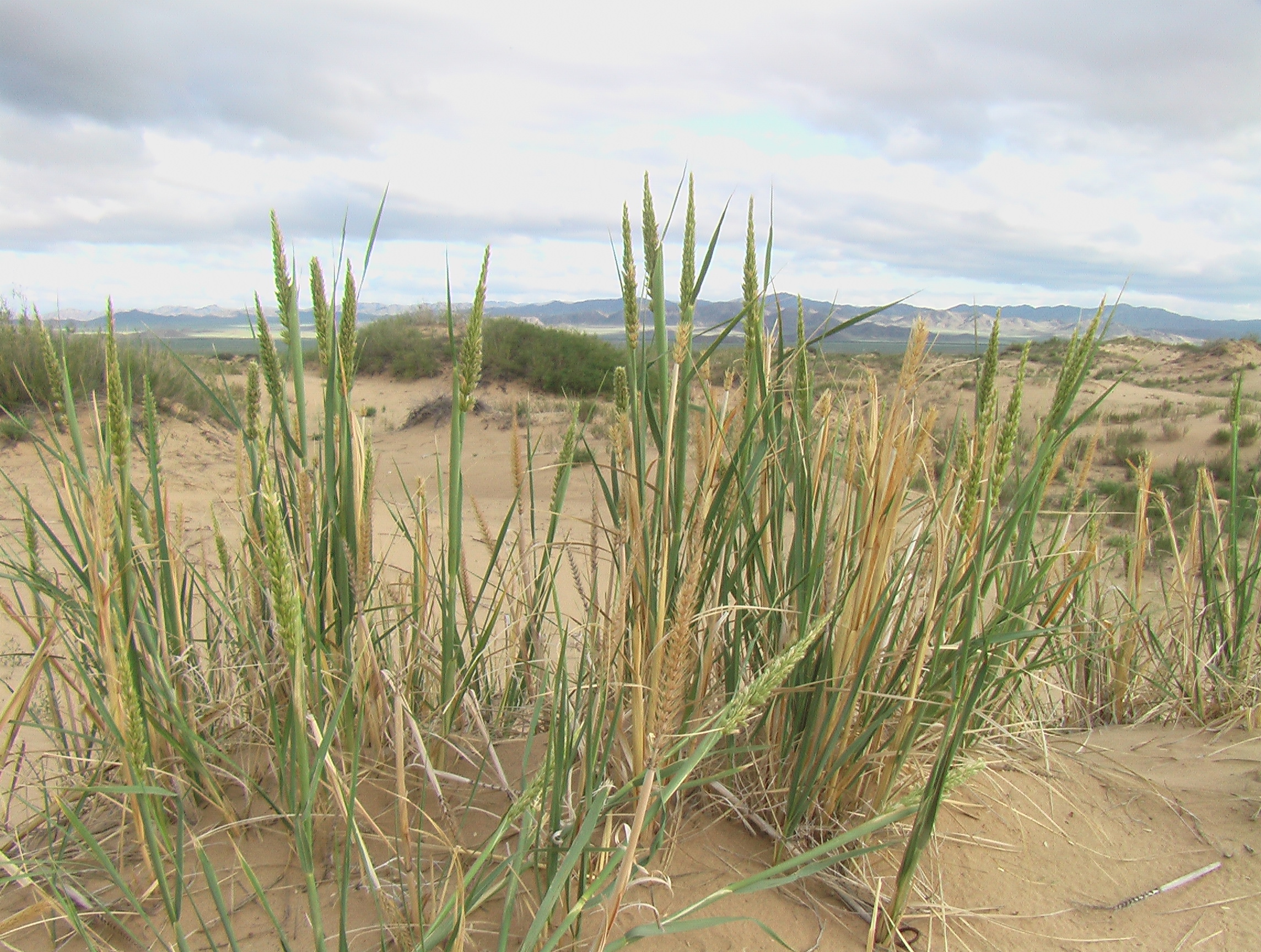
Leymus racemosus

Die Angaben zur Artenzahl schwanken zwischen 30 und über 40 oder etwa 50:
- Leymus aemulans (Nevski) Tzvelev: Sie ist von Zentralasien (Kasachstan, Kirgisistan, Russland, Turkmenistan, Usbekistan) bis Xinjiang verbreitet.[1]
- Leymus ajanensis (J.J.Vassil.) Tzvelev: Sie ist von Sibirien bis Alaska verbreitet.[3]
- Leymus akmolinensis (Drobow) Tzvelev: Die Heimat ist das südliche europäische Russland bis Sibirien.[3]
- Leymus alaicus (Korsh.) Tzvelev: Die Heimat ist Zentralasien.[3]
- Leymus altus D.F.Cui: Dieser Endemit gedeiht an Feldrändern und in Gärten in Höhenlagen von etwa 2200 Metern nur in Yecheng in Xinjiang.[1]
- Leymus ambiguus (Vasey & Scribn.) D.R.Dewey: Es gibt keine Subtaxa mehr. Die Heimat sind die USA.[3]
- Leymus angustus (Trin.) Pilg.: Sie ist von Europa über Südwestasien und Zentralasien bis Sibirien und zum nördlichen China weitverbreitet.[3][1]
- Strandroggen (Leymus arenarius (L.) Hochst.): Die Heimat ist Europa.[3]
- Leymus aristiglumis L.B.Cai: Dieser Endemit gedeiht an Berghängen in Höhenlagen von etwa 2600 Metern nur in Xining in Qinghai.[3]
- Leymus cappadocicus (Boiss. & Balansa) Melderis: Die Heimat ist die Türkei und Afghanistan.[3]
- Leymus chinensis (Trin.) Tzvelev: Sie ist von Sibirien über die Mongolei, die Innere Mongolei und China bis Korea verbreitet.[3][1]
- Leymus cinereus (Scribn. & Merr.) Á.Löve: Die Heimat sind das westliche Kanada und die USA.[3]
- Leymus condensatus (J.Presl) Á.Löve: Die Heimat ist Kalifornien und das nördliche Mexiko.[3]
- Leymus crassiusculus L.B.Cai: Sie gedeiht an Feldrändern in Höhenlagen von etwa 3000 Metern in den chinesischen Provinzen Qinghai (nur Xinghai) und Shanxi (Pianguan) sowie Taiyuan.[3]
- Leymus divaricatus (Drobow) Tzvelev: Die Heimat ist Kasachstan.[3]
- Leymus duthiei (Stapf ex Hook. f.) C.Yen, J.L.Yang & B.R.Baum: Die zwei Varietäten sind vom Himalaja bis China, Korea und Japan verbreitet.[3]
- Leymus erianthus (Phil.) Dubc.: Die Heimat ist Chile und das westliche Argentinien.[3]
- Leymus flavescens (Scribn. & J.G.Sm.) Pilg.: Die Heimat sind das westliche Kanada und die westlichen USA.[3]
- Leymus flexilis (Nevski) Tzvelev: Die Heimat ist Kasachstan und Kirgisistan.[3]
- Leymus flexus L.B.Cai: Sie gedeiht an Berghängen in Höhenlagen von etwa 3200 Metern in den chinesischen Provinzen Gansu, Qinghai (nur Xinghai sowie Xining) und Shanxi.[3]
- Leymus golmudensis Y.H.Wu: Sie wurde 2013 aus Qinghai erstbeschrieben.[1]
- Leymus innovatus (Beal) Pilg.: Die Heimat ist das subarktische Nordamerika bis zu den USA.[3]
- Leymus karelinii (Turcz.) Tzvelev: Sie ist vom europäischen Russland über Kasachstan, Kirgisistan, Usbekistan und Turkmenistan bis Xinjiang verbreitet.[3][1]
- Leymus komarovii (Roshev.) J.L.Yang & C.Yen: Sie ist von China und Korea bis Russlands Fernen Osten verbreitet.[3]
- Leymus kopetdaghensis (Roshev.) Tzvelev: Dieser Endemit kommt nur im südlichen Turkmenistan vor.[3]
- Leymus lanatus (Korsh.) Tzvelev: Die Heimat ist Zentralasien bis Afghanistan.[3]
- Leymus latiglumis Tzvelev: Die Heimat ist Usbekistan.[3]
- Leymus leptostachyus L.B.Cai & X.Su: Sie wurde 2007 erstbeschrieben. Sie gedeiht in Höhenlagen von 2200 bis 3000 Metern in den chinesischen Provinzen Qinghai sowie Xinjiang.[1]
- Leymus mollis (Trin.) Pilg.: Die Heimat sind China, Korea und Japan, Russlands Fernen Osten und das subarktische Nordamerika bis zu den USA.[3]
- Leymus multicaulis (Kar. & Kir.) Tzvelev: Sie ist von Südwestasien und vom südlichen europäischen Russland über Kasachstan, Kirgisistan, Usbekistan und Turkmenistan bis zum Altai sowie Xinjiang weitverbreitet.[3][1]
- Leymus mundus L.B.Cai & X.Su: Sie wurde 2007 erstbeschrieben. Sie gedeiht in Höhenlagen von 1500 bis 4300 Metern in Tibet und in den chinesischen Provinzen Gansu sowie Qinghai.[1]
- Leymus nikitinii (Czopanov) Tzvelev: Dieser Endemit kommt nur im südlichen Turkmenistan vor.[3]
- Leymus obvipodus L.B.Cai: Sie gedeiht in Höhenlagen von etwa 2900 Metern in Qinghai.[1]
- Leymus ordensis Peschkova: Die Heimat ist Sibirien.[3]
- Leymus paboanus (Claus) Pilg.: Sie ist vom südlichen europäische Russland und Südwestasien über Kasachstan, Kirgisizstan, Turkmenistan, Usbekistan bis Afghanistan und zur Mongolei weitverbreitet.[3][1]
- Leymus pacificus (Gould) D.R.Dewey: Die Heimat ist Kalifornien.[3]
- Leymus paucispiculus L.B.Cai: Sie wurde 2006 erstbeschrieben und kommt in den chinesischen Provinzen Qinghai sowie Gansu vor.[3]
- Leymus pendulus L.B.Cai: Sie wurde 2000 erstbeschrieben. Dieser Endemit gedeiht an den Rändern von Waldland, in Bergtälern und an der Basis von Wänden in Höhenlagen von 2300 bis 2400 Metern nur in Xining in Qinghai.[1]
- Leymus pishanicus S.L.Lu & Y.H.Wu: Sie gedeiht auf Alpinen Matten in Höhenlagen von etwa 2600 Metern in Xinjiang.[1]
- Leymus pluriflorus L.B.Cai & Tong L.Zhang: Sie wurde 2009 erstbeschrieben und kommt in den chinesischen Provinzen Qinghai und Gansu vor.[3]
- Leymus pseudoracemosus C.Yen & J.L.Yang: Sie gedeiht an sandigen Standorten in der chinesische Provinz Qinghai.[1]
- Leymus pubens H.X.Xiao: Sie wurde 2012 aus dem nördlichen China erstbeschrieben.[3]
- Leymus pubinodis (Keng) Á.Löve: Die Heimat ist Xinjiang.[3]
- Leymus racemosus (Lam.) Tzvelev: Sie ist in Südost- und Osteuropa bis zum Kaukasusraum und Sibirien, in Kasachstan, Kirgisistan, Turkmenistan, Usbekistan, in der Mongolei und in Xinjiang verbreitet.[3][1]
- Leymus ramosus (K.Richt.) Tzvelev: Die Heimat ist Osteuropa bis zum Kaukasusraum und zur Mongolei.[3]
- Leymus ruoqiangensis S.L.Lu & Y.H.Wu (Syn.: Leymus arjinshanicus subsp. ruoqiangensis (S.L.Lu & Y.H.Wu) D.F.Cui): Sie gedeiht auf alkalischen Böden im Hochgebirge in Höhenlagen von 3600 bis 4100 Metern in Xinjiang sowie Qinghai.[1]
- Leymus salina (M.E.Jones) Á.Löve: Die Heimat sind die USA.[3]
- Leymus secalinus (Georgi) Tzvelev: Die Heimat ist Sibirien bis Korea und zum Himalaja.[3]
- Leymus shanxiensis G.H.Zhu & S.L.Chen: Dieser Endemit gedeiht auf Grasland in Höhenlagen von 1300 bis 3700 Metern nur in Pinglu sowie Youyu in der chinesischen Provinz Shanxi.[1]
- Leymus sibiricus (Trautv.) J.L.Yang & C.Yen: Sie kommt von Sibirien bis Russlands Fernen Osten vor.[3]
- Leymus spiniformis L.B.Cai & X.Su: Sie wurde 2007 erstbeschrieben. Sie gedeiht in Höhenlagen von 1400 bis 4800 Metern in den chinesischen Provinzen Qinghai sowie Shanxi.[3]
- Leymus tianschanicus (Drobow) Tzvelev: Die Heimat reicht vom Iran bis Zentralasien und dem nördlichen China.[3]
- Leymus triticoides (Buckley) Pilg.: Sie ist vom westlichen Kanada bis zum nördlichen Mexiko verbreitet.[3]
- Leymus villosissimus (Scribn.) Tzvelev: Die Heimat reicht vom östlichen Sibirien bis zum westlichen Kanada.[3]
- Leymus yiunensis N.R.Cui & D.F.Cui: Sie gedeiht auf Wiesen in Höhenlagen von etwa 2400 Metern in Burqin, Yecheng sowie Yiwu in Xinjiang.[1]

## Nutzung
Einige Leymus-Arten dienen als Futterpflanzen.

## Belege
- Siegmund Seybold (Hrsg.): Schmeil-Fitschen interaktiv. CD-ROM, Version 1.1. Quelle & Meyer, Wiebelsheim 2002, ISBN 3-494-01327-6.
- Shou-liang Chen, De-Zhu Li, Guanghua Zhu, Zhenlan Wu, Sheng-lian Lu, Liang Liu, Zheng-ping Wang, Bi-xing Sun, Zheng-de Zhu, Nianhe Xia, Liang-zhi Jia, Zhenhua Guo, Wenli Chen, Xiang Chen, Guangyao Yang, Sylvia M. Phillips, Chris Stapleton, Robert J. Soreng, Susan G. Aiken, Nikolai N. Tzvelev, Paul M. Peterson, Stephen A. Renvoize, Marina V. Olonova, Klaus Ammann: Poaceae.: Leymus, S. 386–394 - textgleich online wie gedrucktes Werk, In: Wu Zheng-yi, Peter H. Raven, Deyuan Hong (Hrsg.): Flora of China, Volume 22 – Poaceae, Science Press und Missouri Botanical Garden Press, Beijing und St. Louis, 2006, ISBN 1-930723-50-4. (Abschnitte Beschreibung, Verbreitung und Systematik)
- Chi Yen, Jun‐Liang Yang, Bernard R. Baum: Synopsis of Leymus Hochst. (Triticeae: Poaceae). In: Journal of Systematics and Evolution , Volume 47, Issue 1, 2009, S. 67–86. doi:10.1111/j.1759-6831.2009.00004.x (Abschnitt Systematik)
- Li‐Na Sha, Xing Fan, Hai‐Qin Zhang, Hou‐Yang Kang, Yi Wang, Xiao‐Li Wang, Xiao‐Fang Yu, Yong‐Hong Zhou: Phylogeny and molecular evolution of the DMC1 gene in the polyploid genus Leymus (Triticeae: Poaceae) and its diploid relatives. In: Journal of Systematics and Evolution, Volume 54, 3, 2016, S. 250–263. doi:10.1111/jse.12188